# Pederpes
Pederpes finneyae
Genre
Espèce
Pederpes est un genre fossile de stégocéphales ayant vécu durant le Carbonifère inférieur (Tournaisien), entre 348 et 347,6 millions d'années, dans ce qui est aujourd'hui l'Écosse. Une seule espèce est connue,  Pederpes finneyae, décrite en 2002 par la paléontologue britannique Jennifer A. Clack à partir d'un squelette presque complet trouvé en 1971 dans la formation de Ballagan.
Cet animal possède une tête quelque peu triangulaire, semblable à celle du taxon frère américain plus récent Whatcheeria, dont il se distingue par diverses caractéristiques squelettiques, telles qu'une attache en forme de pointe sur l'humérus et plusieurs caractéristiques mineures du crâne. Les pieds ont des caractéristiques qui le distinguent des pattes en forme de pagaie d'Ichthyostega, datant du Dévonien et ressemblent aux pieds de formes plus tardives et plus terrestres. Pederpes est d'ailleurs le premier vertébré connu à montrer les débuts de la locomotion entièrement terrestre. La présence probable d'un sixième doigt sur les membres antérieurs indique qu'il serait au moins fonctionnellement pentadactyle.

## Découverte et classification
Pederpes est découvert en 1971 dans la formation de Ballagan (datant du Carbonifère inférieur), au centre de l'actuelle Écosse et est par la suite classé comme poisson à nageoires lobées incertain. Le spécimen type est un squelette articulé presque complet, seuls la queue, quelques os du crâne et des membres manquent. Ce n'est qu'en 2002 que la paléontologue britannique Jennifer A. Clack nomme et reclasse le fossile en tant que proto-tétrapode.
Pederpes est placé dans la famille des whatcheeriidés, de relations incertaines avec d'autres familles de stégocéphales. Bien qu'amphibien au sens large, selon la taxonomie cladistique, Pederpes ne fait pas partie du groupe-couronne des amphibiens modernes.
Pederpes est un taxon important, car le fossile date de la période connue sous le « lacune de Romer » et fournit aux biologistes des informations rares sur le développement des tétrapodes à une époque où la vie terrestre est rare.

## Anatomie et mode de vie

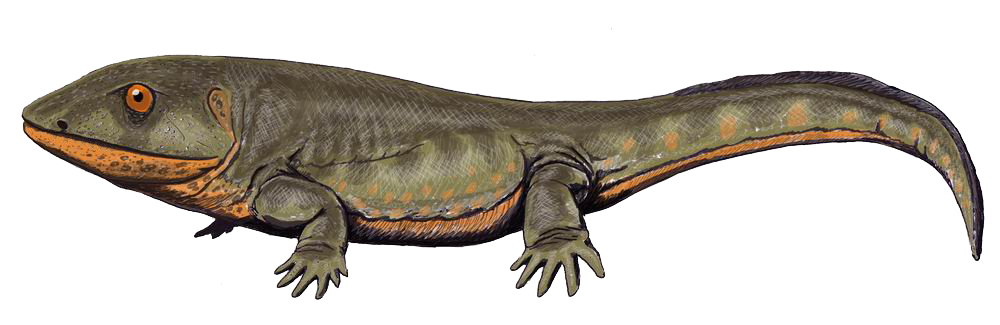
Vue d'artiste d'un Pederpes finneyae par Dimitri Bogdanov.

Pederpes mesure 1 m de long, ce qui en fait plutôt une taille moyenne pour un stégocéphale basal.
La forme du crâne et le fait que les pieds soient tournés vers l'avant plutôt que vers l'extérieur indiquent que Pederpes est adapté à la vie terrestre. C'est actuellement le premier vertébré entièrement terrestre connu, bien que la structure de l'oreille montre que son ouïe serait encore beaucoup plus fonctionnelle sous l'eau que sur terre, et qu'il aurait peut-être passé une grande partie de son temps dans l'eau et aurait pu y chasser.
Le crâne étroit de Pederpes suggère qu'il respirait en inhalant avec une action musculaire comme la plupart des tétrapodes modernes, plutôt qu'en pompant de l'air dans les poumons avec une poche de gorge comme le font de nombreux amphibiens modernes.